# Aéroport Jack Edwards
Pour les articles homonymes, voir GUF.
L'aéroport Jack Edwards (code IATA : GUF • code OACI : KJKA) est un aéroport situé à Gulf Shores, dans l'Alabama aux États-Unis.

## Situation

### Carte des aéroports en Alabama
| Northwest · Alabama Birmingham–Shuttlesworth Dothan Huntsville Mobile Montgomery Gulf Shores |

## Compagnies et destinations
| Compagnies               | Destinations                                                              |
| ------------------------ | ------------------------------------------------------------------------- |
| Southern Airways Express | Birmingham-Shuttlesworth (en), Memphis, Nouvelle-Orléans (Lakefront) (en) |

Édité le 22/04/2017